# Stephen J. Bigelow

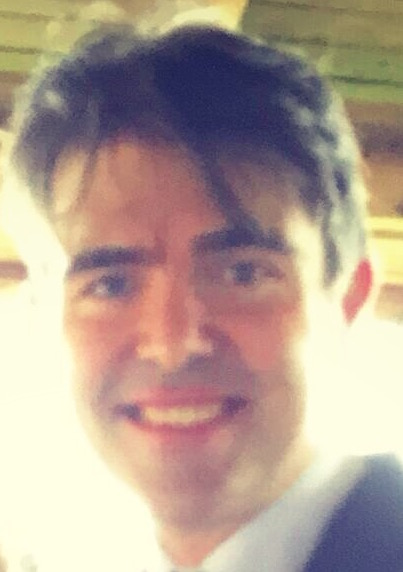

Stephen John Bigelow (* September 1971 in Cambridge) ist ein britischer Mathematiker. Er ist Professor an der University of California, Santa Barbara.

## Leben
Bigelow studierte an der University of Melbourne mit dem Bachelor-Abschluss 1992 und dem Master-Abschluss 1994 und wurde 2000 an der University of California, Berkeley bei Robion Kirby promoviert. 2002 wurde er Assistant Professor und 2007 Associate Professor an der University of California, Santa Barbara.
Er befasst sich mit Knotentheorie, Zopfgruppen (Braid Groups) und ihrer Darstellungstheorie und niedrigdimensionaler Topologie. Er bewies 2001 (und unabhängig bewies dies Daan Krammer), dass die Zopfgruppen linear sind. Dabei verwendeten sie die Lawrence-Krammer-Darstellung von Zopfgruppen und bewiesen, dass die Zopfgruppen durch geeignete Wahl der Parameter in dieser Darstellung als Untergruppen der allgemeinen linearen Gruppe über den komplexen Zahlen dargestellt werden können. Damit löste Bigelow ein lange offenes Problem. Es waren nur in wenigen Fällen treue, lineare, endlich-dimensionale Darstellungen von Zopfgruppen bekannt, Bigelow bewies deren Existenz.
2000 erhielt er den Blumenthal Award der American Mathematical Society (AMS). 2002 bis 2006 war er Sloan Research Fellow. 2013  wurde er Fellow der American Mathematical Society. 2002 war er Invited Speaker auf dem Internationalen Mathematikerkongress in Peking (Representation theory of braid groups).

## Schriften
- The Burau representation is not faithful for n=5. Geom. Topol. 3 (1999), 397–404.
- Braid groups are linear. J. Amer. Math. Soc. 14 (2001), no. 2, 471–486
- mit Budney: The mapping class group of a genus two surface is linear. Algebr. Geom. Topol. 1 (2001), 699–708
- Representations of braid groups. Proceedings of the International Congress of Mathematicians, Vol. II (Beijing, 2002), 37–45, Higher Ed. Press, Beijing, 2002.
- A homological definition of the Jones polynomial, Geometry and Topology Monographs, Band 4, Invariants of Knots and 3-Manfiolds (Kyoto 2001), 2002, S. 29–41
- Braid groups and Iwahori-Hecke algebras, Proceedings of Symposia in Pure Mathematics, 2006.
- mit Peters, Morrison, Snyder: Constructing the extended Haagerup planar algebra. Acta Math. 209 (2012), no. 1, 29–82.